# Kuhlia nutabunda
Kuhlia nutabunda är en fiskart som beskrevs av William Converse Kendall och Lewis Radcliffe 1912. Kuhlia nutabunda ingår i släktet Kuhlia och familjen Kuhliidae. Inga underarter finns listade i Catalogue of Life.